# Rjavo govedo
Rjavo govedo, v izvirniku braunvieh, je pasma (oziroma skupina pasem) domačega goveda, ki izvira iz Švice in je razširjena po alpskih regijah. Spada v tako imenovano »rjavo planinsko« skupino kravjih pasem. Na samem začetku so živali rjavega goveda uporabljali kot večnamenske krave, ki so služile za proizvodnjo mleka, prirejo mesa in kot delovne živali. Danes so te rjave krave gojene predvsem kot mlekarice.
V poznem 19. stoletju so rjavo govedo uvozili v Združene države, kjer so živali selekcionirali za boljšo mlečnost in postopoma razvili ameriško različico rjavega goveda (Brown Swiss). Od leta 1960 so švicarsko govedo na veliko parili z ameriškim rjavim govedom, zaradi česar je danes kar 75 % genetskega materiala švicarskega rjavega goveda od ameriške pasme. Ostalo je manjše število živali izvorne pasme, ki jim pravijo originalni braunvieh. Pasma se pojavlja tudi v Sloveniji, kjer ima zaradi dolge zgodovine reje v slovenskih deželah status tradicionalne pasme.

## Zgodovina
Rjavo govedo izvira iz sivo-rjavih planinskih krav, ki so jih vzgajali v srednjem veku v švicarskem kantonu Schwyz v osrednji Švici. Zgodovinski dokumenti poznega 14. stoletja iz samostana Einsiedeln poročajo o izvažanju takšnih krav v Predarlsko, danes del Avstrije.:716 Prvi pasemski register za rjavo govedo so hranili v samostanu od leta 1775 do 1782.:718 Zapis iz leta 1795 schwyznsko govedo opisuje kot največje in najboljše v državi.:130:719
Rjavo govedo so razstavljali v Parizu na Exposition Universelle leta 1855 in na Mednarodni razstavi (International Exhibition) leta 1862 v Londonu. Govedo iz kantona Schwyz in dve drugi pasmi alpskega rjavega goveda so priznali leta 1875, štiri leta kasneje, leta 1979, so vse tri pasme združili v en pasemski register, ki so ga poimenovali švicarski braunvieh (Schweizerische Braunvieh).:19 V letu 1897 so v Bünzenu (kanton Aargau) ustanovili združenje rejcev z imenom Verbands Schweizerischer Braunviehzucht-Genossenschaften.
Med letoma 1967 in 1998 je potekalo precejšnje križanje z ameriškim rjavim govedom, pri čemer so vzreditelji odbirali za izboljšanje mlečnosti, velikosti in lastnosti kravjih vimen.:11 Sčasoma je ta program, ki so si ga zamislili kot izboljšavo švicarske pasme, postal program zamenjave; do leta 1994 je genetski prispevek ameriškega rjavega goveda k genomu švicarskega rjavega goveda dosegel 60 %.
V Švici je ostalo nekaj rejcev, ki so nadaljevali z rejo tradicionalnega dvonamenskega rjavega goveda. V letu 1993 so takšnim kravam nadeli ime švicarski originalni braunvieh. Četudi se to skupino krav vodi v isti rejski knjigi kot moderno rjavo govedo, je rejski program nekoliko drugačen. V Nemčiji so z ohranjanjem izvornega rjavega goveda začeli leta 1988 z ustanovitvijo zveze Arbeitsgemeinschaft zur Erhaltung und Züchtung des Original Braunviehs im Allgäu, v Italiji pa je gibanje poznano kot Italiana Vecchio Ceppo.

## Značilnosti
Krave pasme braunvieh so živali velikega okvirja (biki visoki 150 cm ali več in težki 1000–1200 kg, krave visoke 135–140 cm in težke več kot 600 kg), ki imajo izrazito velik in izbočen prsni koš, obilen vamp, a nekoliko slabše omišičen posteriorni (zadnji) del telesa. To v osnovi rjavo obarvano govedo ima lahko dlako različnih odtenkov rjave in sive, vse od temno rjave do svetlo sive barve, pri čemer se občasno pojavljajo belo pigmentirani deli telesa. Kravji parklji, njihovi rogovi in vse telesne sluznice so v temnejši barvi. Rjavo govedo velja za kombinirano (mlečno–mesno) pasmo, ki pa se jo vzreja predvsem za proizvodnjo mleka. Slovenske krave, testirane leta 2000, so v povprečju letno proizvedle 4979 kg mleka, ki je vsebovalo 3,36 % mlečnih beljakovin in 4,15 % mlečnih maščob. Po drugih podatkih krave, hranjene s kakovostno voluminozno krmo, letno proizvedejo od 6000 do 7000 kg mleka. Današnje rjavo govedo je praviloma zelo odporno, vzdržljivo, dolgoživo, plodno in čvrstih nog ter parkljev, kar je posledica preteklosti, ko so krave gojili v zahtevnih talnih in vremenskih razmerah ter ob skromni krmi v švicarskem visokogorju in nato na slovenskem Krasu ter drugih manj ugodnih terenih.

## V drugih državah
Izvorno švicarsko rjavo govedo, braunvieh, je zarodnik številnih evropskih kravjih pasem alpske regije. Izpeljano rjavo govedo se tako pojavlja v Avstriji, Nemčiji, Italiji, Španiji, Sloveniji in Združenih državah.:19
V Avstriji se je pojavljalo predarlsko rjavo govedo, Voralberger Braunvieh (prej montafonsko govedo ali Montafon). Italijansko rjavo govedo se imenuje Bruna Alpina ali Bruna Italiana. Živali so potomke švicarskega rjavega goveda, ki so ga uvozili iz osrednje Švice v 16. stoletju, nakar se je govedo iz alpskih dolin razširilo v Lombardijo, Benečijo in na jug v Kalabrijo.:10 Leta 1950 je Bruna Alpina še vedno veljala za glavno mlekarico Italije, a sta jo kasneje prevladali pasmi Frisona Italiana in italijansko holštajnsko govedo (holstein-frizijska pasma). Na Sardiniji so italijansko rjavo govedo uporabljali za osemenjevanje lokalnih krav, kar je vodilo v nastanek vzdržljive in produktivne pasme Sardo-Bruna.:10 Okoli leta 1870 so originalno braunvieh govedo prepeljali v Združene države Amerike, kjer so krave gojili za prirejo mleka, iz česar se je postopoma oblikovala ameriška različica (American Brown Swiss).:11, 15

### V Sloveniji
Rjavo govedo se pojavlja tudi v Sloveniji, kjer se pasmo včasih imenuje kar rjavo (tudi sivorjavo) govedo, občasno pa se imenu doda še pridevnik; slovensko rjavo govedo. Ponekod tem kravam pravijo tudi sivka (poznana primera sta kraška in dolenjska sivka). Slovenski rejci in plemstvo so (montafonsko) rjavo govedo kupovali v avstrijski pokrajini Montafon, ki spada v Predarlsko. Z organizirano rejo se je pričelo v 20. stoletju, ko so avstrijsko rjavo govedo križali z domačimi kravjimi pasmami. Na Goriškem (takrat, v času med vojnama, pod oblastjo Italije) so redili rjavo govedo, uvoženo iz Švice in Tirolske. K slovenskemu rjavemu govedo je pripomoglo tudi ameriško rjavo govedo, s katerim so z namenom večanja mlečnosti pričeli oplemenjevati okrog leta 1960. Danes je slovensko rjavo govedo razširjeno po vsej Sloveniji, v večjem številu se pojavlja na Primorskem, Notranjskem, Dolenjskem, Savinjskem in Šaleškem. V letu 2020 naj bi bilo v Sloveniji okoli 23 000 glav slovenskega rjavega goveda.